# AT&T
AT&T Inc. es un holding multinacional estadounidense de telecomunicaciones con sede en Whitacre Tower en Downtown Dallas, Dallas, Texas.  Es la tercera empresa de telecomunicaciones del mundo por ingresos y el mayor proveedor de servicios de telefonía móvil en Estados Unidos. En 2023, AT&T ocupaba el puesto 13 en la clasificación Fortune 500 de las corporaciones más grandes de Estados Unidos, con ingresos de $120,7 mil millones de dólares.
AT&T comenzó su historia como Southwestern Bell Telephone Company, una subsidiaria de Bell Telephone Company, fundada por Alexander Graham Bell en 1880. La compañía de teléfonos de Bell se convirtió en American Telephone and Telegraph Company en 1885, que más tarde pasó a llamarse AT&T Corporation. La demanda antimonopolio de los Estados Unidos contra AT&T de 1982 dio lugar a la venta de las subsidiarias de AT&T Corporation ("Ma Bell") o Regional Bell Operations Companies (RBOC, por sus Siglas en inglés), comúnmente denominadas "Baby Bells", dando como resultado varias compañías independientes, entre ellas Southwestern Bell. Corporation; este último cambió su nombre a SBC Communications Inc. en 1995. En 2005, SBC compró su antigua empresa matriz AT&T y asumió su marca, y la entidad fusionada se llamó AT&T Inc. y usó su logotipo icónico y su símbolo de negociación de acciones. En 2006, AT&T Inc. adquirió BellSouth, la última compañía independiente de Baby Bell, haciendo que su antigua empresa conjunta Cingular Wireless (que había adquirido AT&T Wireless en 2004) fuera totalmente propietaria y la rebautizara como AT&T Mobility.
El AT&T actual reconstituye gran parte del sistema Bell anterior e incluye diez de las 22 compañías operativas de Bell originales junto con la división de larga distancia original.

## Historia

### Origen y crecimiento
American Telephone and Telegraph Corporation (Corporación Estadounidense de Teléfono y Telégrafo) comenzó con el propósito de manejar la última red telefónica a larga distancia de los Estados Unidos (3 de marzo de 1885). Comenzando en Nueva York, la red se extendió a Chicago en 1892, y a San Francisco en 1915. Dejó de proveer servicios transatlánticos en 1927 utilizando radios, ya que el primer cable telefónico submarino transatlántico no llegó hasta 1956.
La creación de la Bell Telephone Company fue consecuencia de un acuerdo entre Alexander Graham Bell y sus socios, entre ellos Gardiner G. Hubbard y Thomas Sanders. Su nombre fue cambiado en varias ocasiones, y ya para 1880 se la conocía como la American Bell Telephone Company. Para 1881, la American Bell había comprado de parte de Western Union un interés mayoritario de la compañía Western Electric. Como dato interesante, tres años antes de que esto ocurriera, Western Union había rechazado una oferta de Gardiner Hubbard, en la cual les ofrecía los derechos sobre el teléfono por un coste de $100 000.
La patente de Bell sobre el teléfono expiró en 1894, pero la compañía logró "controlar" a la competencia por medio de demandas y corte de precios. El 30 de diciembre de 1899, la American Telephone and Telegraph Corporation compró los activos de American Bell, creando así un monopolio telefónico en los Estados Unidos. Fue conocido como el Sistema Bell debido a que Bell había adquirido en años anteriores distintas compañías a las que había otorgado licencias para producir equipo telefónico.
El mercado telefónico era competitivo en los comienzos del siglo XX. Durante este periodo, los ejecutivos de AT&T lanzaron varios rumores de que la compañía no se encontraba en buen estado; esto hizo que los inversores de las compañías contratadas por AT&T, por miedo a un colapso, vendieran sus acciones. Tras esto, AT&T compró estas acciones a un precio más barato, y pronto se convirtió, a nivel nacional, en el proveedor principal de servicios telefónicos. En 1907, Theodore Vail, presidente de AT&T, propuso que un monopolio formal sería lo más adecuado y eficiente. El gobierno de los Estados Unidos aceptó en un principio esta propuesta en 1913 por medio del llamado Compromiso Kingsbury.
Durante la mayor parte del siglo XX, la subsidiaria de larga distancia de AT&T, AT&T Long Lines, monopolizó casi totalmente los servicios telefónicos a larga distancia en los Estados Unidos. AT&T también controlaba 22 Compañías Operativas Bell, las cuales eran proveedoras de servicio telefónico local a gran parte de Estados Unidos. Aunque había otras compañías telefónicas independientes, el Sistema Bell era la mayor de todas.
En 1925, AT&T creó una nueva unidad llamada Laboratorios Telefónicos Bell (Bell Labs). Esta unidad de desarrollo e investigación demostró ser exitosa al comenzar proyectos tales como la astronomía radial, el transistor, el sistema operativo Unix, y el lenguaje de programación C. Sin embargo, su compañía matriz no siempre se aprovechó de estos logros.
En 1946 AT&T logra hacer realidad la primera llamada desde un teléfono celular.

### Ruptura y reforma
El monopolio telefónico finalizó el 8 de enero de 1982, cuando se resolvió una demanda de antimonopolio por parte del Departamento de Justicia de los Estados Unidos hacia AT&T, comenzada en 1974. Bajo este acuerdo, AT&T se separaría de sus compañías de servicios operativos locales. A cambio, se le permitió a AT&T entrar en el negocio de las computadoras. Aunque el Departamento de Defensa de los Estados Unidos no quería que AT&T fuera dividida, el 1 de enero de 1984, los servicios locales de AT&T fueron separados en siete Compañías Operativas Regionales Bell, independientes unas de otras, conocidas como "Baby Bells". El valor de AT&T se vio reducido por un 70%. La compañía continuó con su servicio de larga distancia, aunque perdió varios clientes en los años subsiguientes debido a la competencia de MCI y Sprint.
El antiguo logo corporativo (el Globo AT&T) fue diseñado en 1983 por Saul Bass.
Después de que su intento de entrar al mercado informático fallara, en 1991 AT&T absorbió NCR Corporation, esperando generar beneficios en las áreas de redes UNIX y los ordenadores personales, pero no logró conseguir beneficios tecnológicos y financieros sustanciales tras la fusión. En 1996, NCR se separó de AT&T debido a una nueva ley de telecomunicaciones (la Telecommunications Act) implantada en los Estados Unidos. Al mismo tiempo, los servicios de fabricación de equipos y los Laboratorios Bell de AT&T se convirtieron en Lucent Technologies (una nueva compañía independiente).
En 1990, AT&T contrató a Michael Armstrong, antiguo ejecutivo de IBM como principal oficial ejecutivo. La visión de Armstrong era convertir a AT&T, de un proveedor de larga distancia, a todo un supermercado global de las telecomunicaciones.
La estrategia más significativa de Armstrong fue comprar una gran cantidad de activos dentro del mercado de la televisión por cable. Después de adquirir TCI y Media One, AT&T se convirtió en el proveedor de televisión por cable más grande en los Estados Unidos.
En 1999 AT&T adquirió el Laboratorio de Investigaciones Olivetti & Oracle Research Lab, de Olivetti y Oracle Corporation. En 2002 finalizaron las labores de investigación en el laboratorio.
Con la reducción de costos de larga distancia y la debilidad del mercado de servicios de telecomunicaciones a finales del siglo pasado, AT&T no pudo aguantar todas las deudas que provocaron sus distintas inversiones en otros mercados. Debido a esto, la compañía se reorganizó en octubre del 2000, moviendo sus unidades de telefonía móvil y banda ancha a secciones independientes, de manera que pudieran levantar por su cuenta el capital necesario para las operaciones diarias y cuyo fin pudiera ser extender la red mundial.
Durante 2001, AT&T se separó por completo de los servicios de telefonía móvil y banda ancha, creando así tres nuevas compañías independientes AT&T Wireless, AT&T Broadband y Liberty Media. En el año 2002, Comcast Corporation adquirió AT&T Broadband, y en 2004 Cingular Wireless adquirió AT&T Wireless.

### Compra de la matriz anterior y adquisiciones
SBC Communications (ex Southwestern Bell) compró AT&T en 2005, y la empresa fusionada adoptó la denominación AT&T Inc. La nueva empresa compró a BellSouth en 2006, tras lo cual las marcas BellSouth y Cingular se dejaron de utilizar.
A partir de 2008, la compañía decide retirar de manera paulatina los teléfonos públicos de las calles, luego del masivo abandono de la población después de la expansión de la telefonía móvil.
AT&T intentó comprar la división norteamericana de T-Mobile en 2011, pero los organismos regulatorios bloquearon la fusión.
A mediados del mes de junio de 2013, el Gobierno español habría frenado un intento de OPA amistosa de AT&T sobre Telefónica, por valor de 122000 millones de euros. Dicho impedimento estaría justificado en el carácter estratégico de la compañía y AT&T habría dado marcha atrás. En 2016 Ralph de la Vega fue nombrado vicepresidente de AT&T Inc.

### Desarrollos recientes
El 18 de mayo de 2014 se anunció la compra de DirecTV por parte de AT&T por la suma de $48500 millones, con lo cual es el nuevo propietario de sus operaciones tanto en Estados Unidos como Latinoamérica.
El 7 de noviembre de 2014 se anunció la compra del tercer mayor operador mexicano de telefonía móvil con 8,6 millones de clientes Iusacell por parte de AT&T, por una suma de $2500 millones, incluyendo también la deuda de esta. Dicha compra fue completada el 27 de enero de 2015. Con esto AT&T cubre el territorio de México y los Estados Unidos.
En enero de 2015, AT&T, luego de haber concretado la compra de Iusacell, anunció la compra de Nextel México por $1875 millones, actualmente la transacción ya fue aprobada por el Tribunal de Quiebras de EE. UU. del Distrito Sur de Nueva York. El 30 de abril de 2015 fue aprobada la compra por el órgano regulador de telecomunicaciones en México IFETEL (Instituto Federal de Telecomunicaciones), por lo que a partir de este día se hizo oficial la compra de Nextel México por AT&T.
El 24 de agosto de 2015, AT&T México anunció la fusión de las operaciones de Nextel y Iusacell en AT&T, ofreciendo una nueva oferta de telecomunicaciones unificada, prometiendo convertir su servicio, cobertura y tiendas a la marca AT&T completamente a finales de 2016.
El 22 de octubre de 2016 se dio a conocer que adquirió WarnerMedia en una operación de más de 85 mil millones de dólares.
En 2016 adquirió DirecTV, transformando AT&T uno de los mayores operadores de televisión por satélite en Estados Unidos, y en 2018 la compañía de medios audiovisuales Time Warner (renombrada como WarnerMedia), Xandr y AlienVault. Con las nuevas adquisiciones AT&T controla las productoras, subsidiarias y filiales de la Warner Bros y diversos canales de televisión por cable como CNN, CNN International, CNN en Español, CNN Brasil, CNN Chile, HBO, Cartoon Network, Boomerang, Cartoonito, TNT, TNT Series, TNT Sports (Argentina), TNT Sports (Brasil), TNT Sports (Chile), TNT Sports (México), HTV, Cinemax (pertenecientes a WarnerMedia). Además (con WarnerMedia Latin America y WarnerMedia Argentina 100%) la compañía controla canales y productoras de televisión y operaciones de televisión por cable, satélite y internet en Latinoamérica.
Sin embargo, AT&T reorganizó sus empresas en 2017 y en 2019.
La primera reorganización fue en 2017, AT&T anunció una nueva división de la división corporativa internacional de AT&T que incluye a AT&T México, DirecTV Latin America (actualmente Vrio) y sus participaciones en Sky Brasil y Sky México (actualmente los porcentajes de ambas empresas son de Vrio), Las 3 últimas fueron filiales de DirecTV EE. UU., formando AT&T International, Inc. (nombre temprano de AT&T Latin America) eliminando totalmente las relaciones con DirecTV de Estados Unidos. Actualmente todas las operaciones de AT&T en Latinoamérica están dirigidas por AT&T Latin America o por sus filiales (a excepción de las filiales de WarnerMedia, adquirida por AT&T en 2018, que operan en Latinoamérica).
La segunda fue el 4 de marzo de 2019, AT&T anunció una importante reorganización de WarnerMedia que disuelve a Turner como una unidad de negocios, al dispersar algunas de sus propiedades en dos nuevas divisiones: WarnerMedia Entertainment (que consiste en los canales de cable de entretenimiento de Turner y HBO, pero excluyendo TCM) y WarnerMedia News & Sports (CNN, Turner Sports y las redes de deportes regionales de AT&T SportsNet). El resto de los canales de televisión fueron a Warner Bros. A su División Warner Bros. Global Kids & Young Adults (con excepción de TMC, filial Turner Entertainment propiedad y operada por Warner Bros. Controlado también a TMC), y la eliminación gradual de la marca Turner en relación con estas redes.
Bajo su división de WarnerMedia anuncia el 9 de julio de 2019 su propio servicio de vídeo bajo demanda, llamado HBO Max. En el cual extraerá contenido original para los servicios plus de HBO, WarnerMedia Entertainment Networks (TNT, TBS, truTV), Adult Swim, Boomerang, CNN, Cartoon Network, The CW, Crunchyroll, DC Entertainment, Looney Tunes, New Line Cinema, Rooster Teeth, Turner Classic Movies y Warner Bros. Logrando así entrar al negocio de las plataformas de streaming, bajo un costo de $15 por mes, siendo este el mismo precio que se paga actualmente por HBO en Estados Unidos. Su estreno esta fijado para el 27 de mayo de 2020.
El 25 de febrero de 2021, AT&T anunció que escindiría DirecTV, U-Verse TV y DirecTV Stream en una entidad separada, vendiendo una participación del 30% a TPG Capital (propietarios de Astound Broadband cable), mientras que mantendría una participación del 70% en la nueva empresa independiente. La operación se cerró el 2 de agosto de 2021.
En mayo de 2021, AT&T anunció sus planes de escindir WarnerMedia, que se fusionará con Discovery, Inc. por 43.000 millones de dólares.
El 21 de diciembre de 2021, AT&T anunció que había acordado vender Xandr (y AppNexus) a Microsoft por un precio no revelado, sujeto a las condiciones de cierre habituales, incluidas las revisiones regulatorias.
El 8 de abril se completó la escisión de WarnerMedia y su posterior fusión con Discovery, Inc. para formar Warner Bros. Discovery.
En marzo de 2024, AT&T confirmó la filtración de información de contacto en 2021 de más de 7,6 millones de usuarios actuales, así como de 65 millones de antiguos. Los registros filtrados pueden incluir "nombre completo, dirección de correo electrónico, dirección postal, número de teléfono, número de seguro social, fecha de nacimiento, número de cuenta de AT&T y contraseña".

## AT&T México
- AT&T México (AT&T Digital, S. de R.L. de C.V o AT&T Comunicaciones Digitales, S. de R.L de C.V.) es una empresa, operadora de telefonía móvil; filial Mexicana de AT&T, cuya sede se encuentra en la Ciudad de México. AT&T tiene presencia en el 70% de la República Mexicana y atiende al 17% del mercado mexicano de telefonía móvil al cierre de 2014, siendo el tercer operador de telefonía móvil en México, detrás de Telcel y Movistar.

- El 24 de agosto de 2015 se lanza oficialmente "AT&T México" a través de la campaña "Unidos somos mejores, Iusacell y Nextel unidos somos AT&T", mostrando en su publicidad los logotipos de Iusacell y Nextel y el de AT&T al final en un tamaño mayor.
- A partir de junio de 2016 se lanza oficialmente "AT&T México" a través de la campaña " Movilizando tu mundo " donde al final de la publicidad muestra una imagen de toda la red unificada de USA y México y después con el logo de AT&T.

## Competidores de AT&T
- Verizon
- América Móvil (a través de Telcel, Claro y Tracfone Wireless)
- Izzi
- Blue Telecomm
- Sprint
- T-Mobile
- Equant
- Movistar
- Tigo
- Vodafone
- Hondutel
- Virgin Mobile
- Antel
- TeleCircuit
- TC Telephone

## Derechos de denominación y patrocinios

### Edificios
- AT&T Building - Detroit
- AT&T Building - Indianápolis
- AT&T Building - Nashville
- AT&T Center - San Antonio
- AT&T Midtown Center - Atlanta
- AT&T Building - San Diego

### Lugares
- AT&T Center - San Antonio, Texas
- AT&T Park - San Francisco
- AT&T Stadium - Arlington, Texas